# Etxarri-Aranatz
Pour les articles homonymes, voir Etxarri.
Etxarri Aranatz en basque ou Echarri Aranaz en espagnol est une ville et une municipalité de la Communauté forale de Navarre (Espagne). Elle est située dans la zone bascophone de la province où la langue basque est coofficielle avec l'espagnol et à 40 km de sa capitale, Pampelune.

## Division linguistique
En 2011, 72.4% de la population d'Etxarri Aranatz ayant 16 ans et plus avait le basque comme langue maternelle. La population totale située dans la zone bascophone en 2018, comprenant 64 municipalités dont Etxarri Aranatz, était bilingue à 60.8%, à cela s'ajoute 10.7% de bilingues réceptifs.

### Droit
En accord avec Loi forale 18/1986 du 15 décembre sur le basque, la Navarre est linguistiquement divisée en trois zones. Cette municipalité fait partie de la zone bascophone où l'utilisation du basque y est majoritaire. Le basque et le castillan sont utilisés dans l'administration publique, les médias, les manifestations culturelles et en éducation cependant l'usage courant du basque y est majoritaire et encouragé le plus souvent.

### Sources et bibliographie
- (es) Cet article est partiellement ou en totalité issu de l’article de Wikipédia en espagnol intitulé « Echarri-Aranaz » (voir la liste des auteurs).
- (eu) EtxarriAranatzko euskara eta Arañaz elkarteko hiztegia, Rafael Karasatorre, José Luis Erdozia Mauleón, Eugenio Ulaiar, Éditions Tafalla : Altaffaylla Kultur Elkartea, 1991,  (ISBN 84-86597-21-8)